# 吳克清 (1954年)
吳克清（1954年4月29日—），中華民國（台灣）政治人物，曾代表中國國民黨當選為第二屆國民大會代表，及第三、四屆立法委員，但於2001年底競選連任時失利。
2002年初參選第十四屆桃園縣平鎮市市長，因泛藍競逐人數過多（國民黨3位、親民黨1位），結果由民進黨候選人李月琴漁翁得利而勝出。在選舉過程中，吳克清向國民黨中央抗議的做法並未奏效，反因樁腳大量流失而落敗，在五位候選人中票數最低，之後決定退出政壇並從商。